# إتش تي سي ديزاير 310
إتش تي سي ديزاير 310 (بالإنجليزية: HTC Desire 310)‏ هو هاتف ذكي من إتش تي سي يعمل بنظام أندرويد، تم طرحه في الأسواق في أبريل 2014.

## الخصائص
- نظام التشغيل: أندرويد
- الكاميرا الأمامية: 0.3 ميجابكسل
- الكاميرا الخلفية: 5 ميجابكسل
- الشاشة: 854×480
- المعالج: 1.3 جيجا هرتز
- الذاكرة: 1 جيجابايت